# Sarcophaga ruticilla
Sarcophaga ruticilla är en tvåvingeart som först beskrevs av Villeneuve 1941.  Sarcophaga ruticilla ingår i släktet Sarcophaga och familjen köttflugor.
Artens utbredningsområde är Kongo. Inga underarter finns listade i Catalogue of Life.